# Ellipinion delagei
Ellipinion delagei is een zeekomkommer uit de familie Elpidiidae.
De wetenschappelijke naam van de soort werd in 1896 gepubliceerd door E. Hérouard.